# Pelourinho de Penacova
O Pelourinho de Penacova é um pelourinho situado na freguesia de Penacova, no município de Penacova, distrito de Coimbra, em Portugal.
Está classificado como Imóvel de Interesse Público desde 1933.